# Empis gibbosa
Empis gibbosa är en tvåvingeart som beskrevs av Gmelin 1790. Empis gibbosa ingår i släktet Empis och familjen dansflugor. Inga underarter finns listade i Catalogue of Life.